# Aleksandra Pachmutova
Aleksandra Nikolaevna Pachmutova (in russo Александра Николаевна Пахмутова?; Čistopol', 9 novembre 1929) è una musicista e compositrice russa.

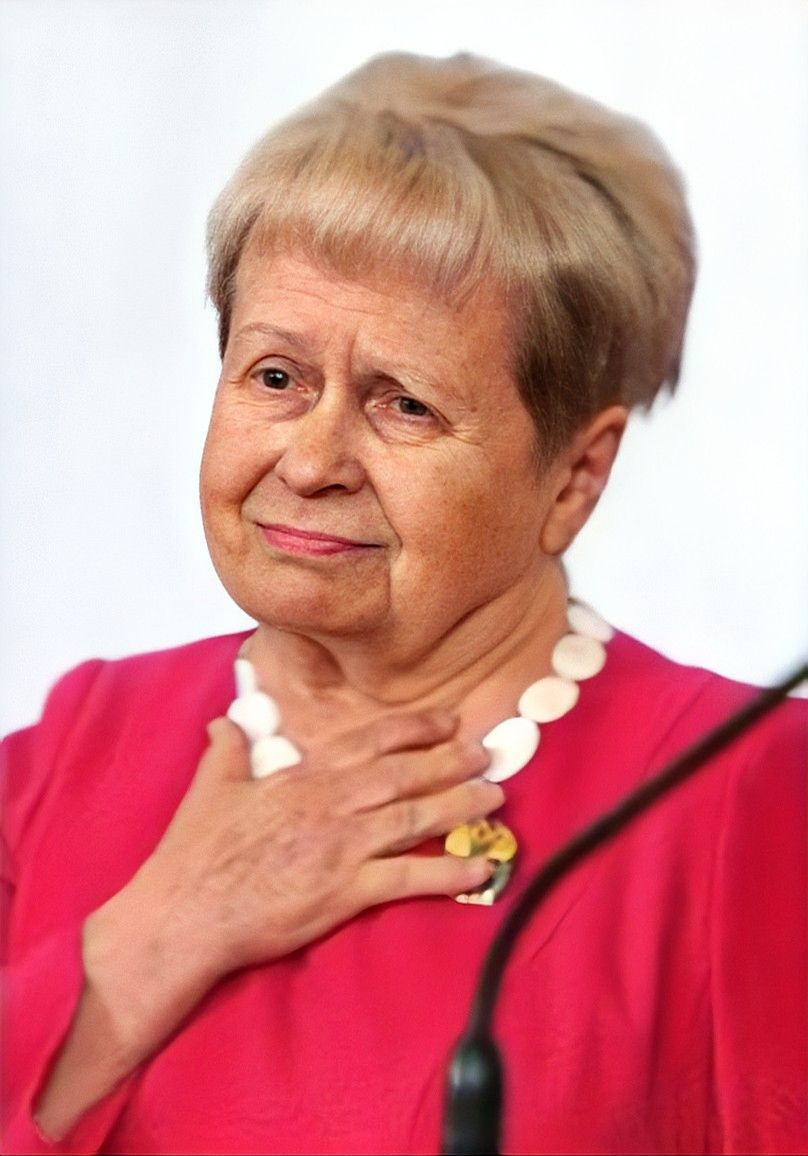
Aleksandra Pachmutova nel 2015

Durante la sua carriera ha composto oltre 400 canzoni, tra cui alcuni brani divenuti popolari come Hope, Nadežda, diventata celebre nelle interpretazioni di Anna German, la ballata Belovežskaja pušča, che parla della foresta di Białowieża tra Bielorussia e Polonia, la colonna sonora del film documentario O sport, ty - mir! e Arrivederci, Mosca, suonata durante la cerimonia di chiusura delle Olimpiadi di Mosca del 1980.

## Biografia

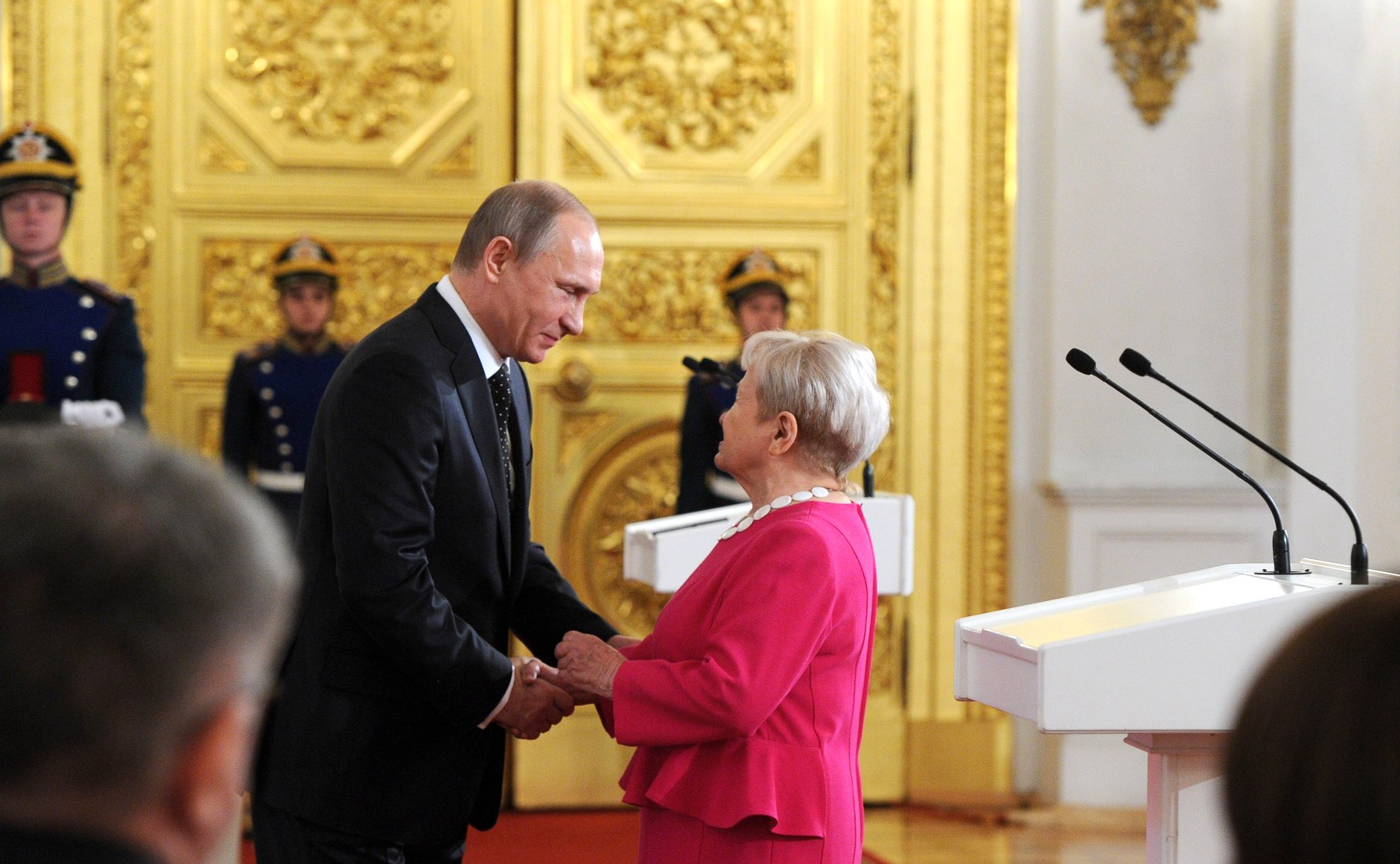
Aleksandra Pachmutova alla consegna del Premio nazionale della Federazione Russa nel 2015

Aleksandra Pachmutova è nata il 9 novembre 1929 nel villaggio di Beketovka vicino a Stalingrad, l'odierna Volgograd. Già da bambina imparò a suonare il piano e iniziò a comporre musica, dimostrando un grande talento. Si iscrisse alla scuola di musica di Stalingrad ma durante la Seconda Guerra Mondiale dovette interrompere gli studi e fuggire con la famiglia in Kazakistan. Al termine del conflitto tornò in Russia e fu ammessa al prestigioso Conservatorio di Mosca, da cui si diplomò nel 1953. In seguito ottenne nel 1956 una laurea specialistica in composizione, seguendo i corsi del compositore Vissarion Jakovlevič Šebalin.
Le sue composizioni spaziano in diversi generi, da brani per orchestra sinfonica come Русская сюита (Russian Suite), Увертюра Юность (Overture Youth), Ода на зажжение огня (Ode for a fire), il concerto per tromba e orchestra e il concerto per orchestra,  a ballate e canzoni pop e musiche per bambini. Il suo balletto Озарённость (Illuminazione) è stato messo in scena al Teatro Nazionale di Odessa e al Teatro Bol'šoj di Mosca. Ha composto inoltre le musiche per diversi film, tra cui Devčata del regista Jurij Čuljukin, La Battaglia di Mosca del regista Jurij Nikolaevič Ozerov, O sport, ty - mir! sempre di Ozerov e Three Poplars on Plutschikha di Tat'jana Lioznova.
Le parole di diverse sue canzoni sono state scritte da suo marito, il poeta Nikolaj Nikolaevič Dobronravov.

## Opere più famose
- Надежда (Nadežda)
- Мелодия (Melodija)
- Надежда (Hope)
- Нежность (Tenderness), presente nel film Three Poplars on Plutschikha di Tat'jana Lioznova
- Belovežskaja pušča (Беловежская пуща), che parla della foresta di Białowieża tra Bielorussia e Polonia
- Нежность (Nežnost')
- Команда молодости нашей (Komanda molodosti našej)
- Старый клён (Starii Klen)
- Как молоды мы были" (Kak molody my byli)
- Трус не играет в хоккей (No Coward Plays Hockey)
- И вновь продолжается бой (And The Battle Is Going Again)
- Musiche del film O sport, ty - mir!
- До свиданья, Москва (Arrivederci, Mosca), suonata durante la cerimonia di chiusura delle Olimpiadi di Mosca del 1980.

## Riconoscimenti
Nel corso della sua lunga carriera ha ricevuto molte onorificenze statali da parte del governo sovietico e in seguito russo. Le è stato inoltre dedicato un asteroide, 1889 Pakhmutova.
- Premio di Stato dell'Unione Sovietica (nel 1975 e nel 1982)
- Premio nazionale dell'Unione Russia-Bielorussia (nel 2004)
- Premio nazionale della Federazione Russa (2015)
- Cittadinanza onoraria di Luhans'k, Ust'-Ilimsk, Volgograd, Bratsk e Mosca